# Fanfiction.Net
Fanfiction.Net (alternativt FF.Net eller FFN) är en webbplats för fanfiction som skapades 1998 av programmeraren Xing Li. Sidan är en av världens större fanfiction-webbplatser.[källa behövs] År 2018 fanns över 10 miljoner registrerade användare, och  berättelser skrivna på 44 olika språk.
Sidan delas in i de olika huvudkategorierna: anime/manga, böcker, tecknat, övrigt, datorspel, serier, film, teaterpjäser/musikteater, och TV-serier. Det finns också crossoverkategorier, en möjlighet som lades till den 27 mars 2009.[källa behövs] Användare som registrerar sig får en användarsida, kan lägga till egna berättelser, kommentera andras berättelser, samt ansöka om att få förhandsgranska berättelser. Användare kan också skicka e-post till varandra, skriva privata meddelanden och skapa listor över sina favoriter bland berättelser och författare. Det finns också diskussionsforum.

## Historia
År 1998 skapades sidan av mjukvarudesignern Xing Li från Los Angeles. Sidan skapades för att underlätta publicering av berättelser om litteratur, TV, seriefigurer eller verkliga kändisar. Till skillnad från många andra sidor, tillät denna webbplats berättelser om vilka rollfigurer som helst, och inte bara de från en viss franchise. Vem som helst kunde registrera sig, förutsatt att personen fyllt 18 år. Åldersgränsen sänktes senare till 13. År 2002 var över 118 000 användare registrerade.[källa behövs] Vid den tiden, meddelade en tredjedel av de registrerade att de var 18 år eller yngre, och 80% av dem var kvinnor.

## Förbud

### Upphovsrätt
I takt med att populariteten ökade, skapade fler regler. Bland annat raderades upphovsrättsskyddade verk.
Sedan webbplatsen skapades har flera professionella författare och producenter bett om att berättelser baserade på deras upphovsrättsskyddade verk tas bort. Bland de som bett om detta återfinns Anne Rice, P. N. Elrod, Archie Comics, Dennis L. McKiernan, Irene Radford, J.R. Ward, Laurell K. Hamilton, Nora Roberts/J.D. Robb, Raymond Feist, Robin Hobb, Robin McKinley och Terry Goodkind.
Runt 2003 började berättelser kring verkliga kändisar förbjudas. Dock tillåts fortfarande berättelser baserade på professionell fribrottning.

### CYOA / Insert-You fics
År 2005 förbjöds så kallade CYOA (Choose-Your-Own-Adventure) eller "Insert-You fics", och webbplatsen tog bort allt material där läsaren "tas med in i berättelsen".

### 17-årsgräns
Den 12 september 2002 förbjöds material med 17-årsgräns. Innan dess användes ett pop-up-system där användare fick förklara att de fyllt 17. Därefter har webbplatsen förlitat sig på att användarna rapporterar berättelser med felaktig åldersgräns. Vissa berättelser med 17-årsgräns flyttades till Adultfanfiction.Net, en liknande webbplats som skapades för vuxenmaterial.

### Listor
Fram till 21 april 2002 fanns en sektion för listor – vanligtvis humorrelaterade – som "20 sätt att dumpa din flickvän."

### Songfics
2005 förbjöds så kallade "songfics" med upphovsrättsskyddade sångtexter. Fria sångtexter (som "Amazing Grace" eller texter skrivna av författaren) är dock tillåtna.

## Internationalisering
Ursprungligen var servrarna främst tillgängliga i västvärlden, och fungerade dåligt i andra delar av världen. Under sent 2006 meddelades att speciella länkar för Europa och Asien skulle skapas. 2007 sammanfogades alla webblänkar under en världsomfattande länk. Det meddelades samtidigt att sidan skulle bli världsomfattande samma år.
Före 2002-års omorganisation bestod sidan av uppskattningsvis 20 % fanfiction på engelska.
Enligt Hitwise omfattade sidan i augusti 2007 totalt 34,7% av all trafik som ledde till sidor inom underhållning, böcker och författande. Den 25 augusti 2007 rankades webbplatsen på nummer 159 bland över 1 miljon olika webbplatser, vad gällde antalet träffar.

## Fictionpress.com
Sidan har också systersidan Fictionpress.com, som består av 1 miljon originalberättelser, dikter, och teaterpjäser. Webbplatsen är uppbyggd kring ett liknande format, men tillåter inte fanfiction. 2018 dominerade poesi och inte prosa.